# Burgstall Rosall
Der Burgstall Rosall liegt im Ortsteil  Rosall der oberpfälzer Stadt Tirschenreuth  im Landkreis Tirschenreuth. Der Burgstall kann als Motte angesprochen werden, die vermutlich aus dem 12. Jahrhundert aus der Frühzeit der Besiedlung der regio egere stammt. Die Anlage wird als Bodendenkmal unter der Aktennummer D-3-6040-0029 im Bayernatlas als „mittelalterlicher Burgstall“ geführt. 

## Geschichte

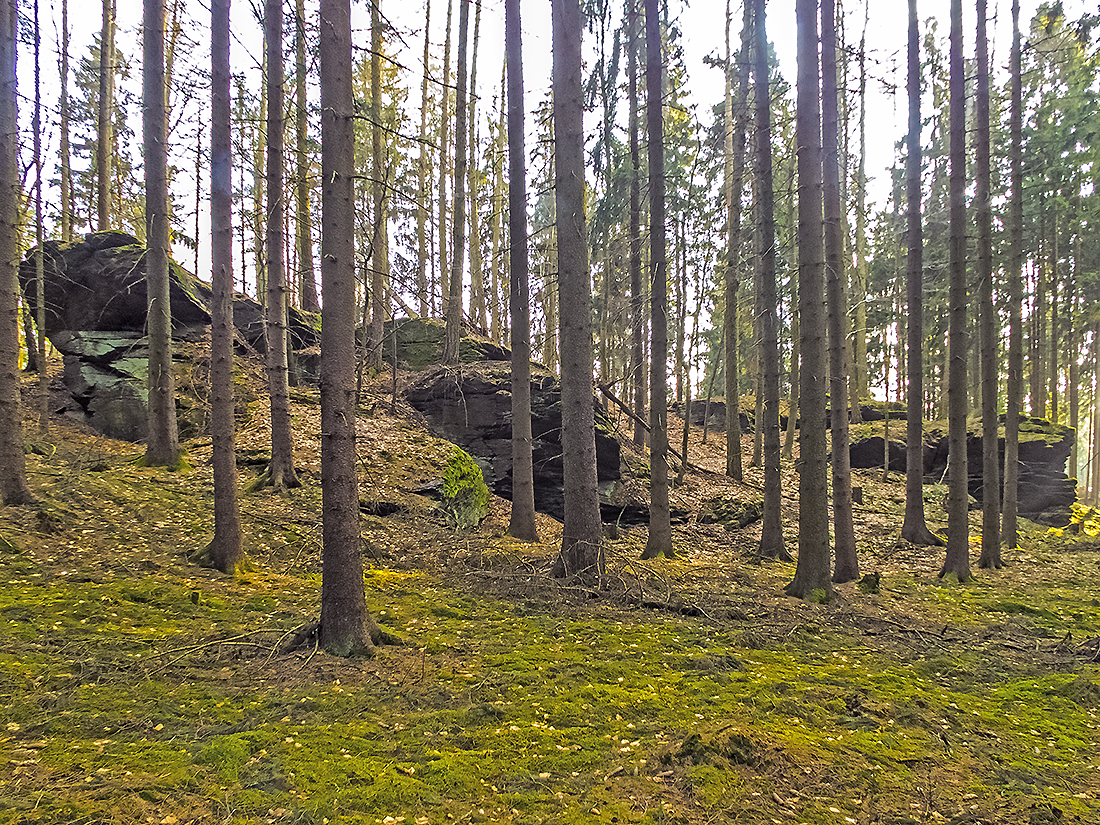
Der Burgstallfelsen bei Rosall (Tirschenreuth)

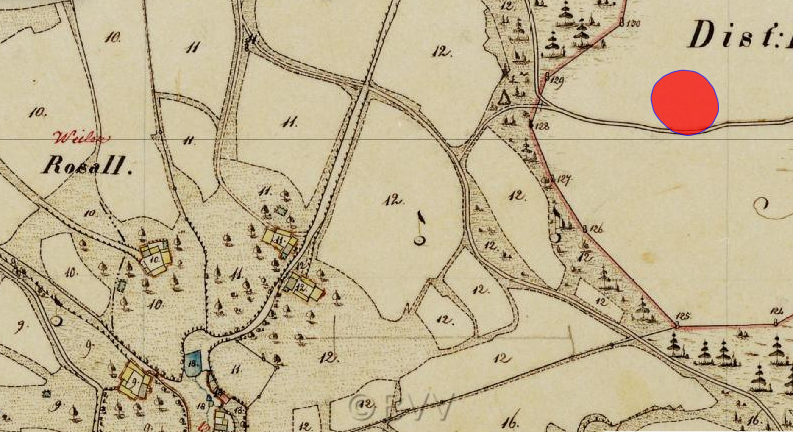
Lageplan von Burgstall Rosall auf dem Urkataster von Bayern

Im Salbuch des Klosters Waldsassen wird am Ende des 14. Jahrhunderts der Ort Rosel erwähnt. Wer die hiesige Burg erbaut hat, ist unbekannt. Es muss sich dabei aufgrund früherer Besitzverhältnisse aber um einen diepoldingischen oder stauferischen Ministerialen gehandelt haben. In den Urkunden des Klosters Waldsassen wird 1434 ein Burgleyns und 1593 ein Bürglein genannt. Nach dem Ankauf des Ortes durch das Kloster wurde die Burg verlassen und verfiel.
Der Burgstall wurde 1986 entdeckt. Er liegt 60 m oberhalb des Dorfes Rosall auf einem nach Osten ansteigenden Sporn. Ein Weg von Rosall führt nach 600 m zu dem Burgstall. Nördlich des Weges ist die Felsgruppe mit einem im Süden vorgelagerten halbkreisförmigen Graben zu erkennen. Der Turmhügel misst 15 × 17 m und ist um ca. 2 m höher als der südlich anschließende Sporn. Im Norden wird er von einer 5 m hohen Felswand begrenzt.